# ViàGuadeloupe
ViàGuadeloupe anciennement ATV Guadeloupe est une ancienne chaîne de télévision locale française diffusée dans la région monodépartementale d'Outre-Mer de la Guadeloupe, dérivée de ViàATV.

## Histoire de la chaîne
Le 26 avril 2013, la chaîne Guadeloupe Télévision (ou GTV en initiales), cesse d'émettre à la suite d'une mise en liquidation judiciaire. C'est ainsi que le 26 juin de cette même année, le CSA lance un appel pour la création d'un service de télévision locale opérant en Guadeloupe, puis adopte un projet de convention. La chaîne martiniquaise ATV en saisit aussitôt l'occasion en participant à l'appel d'offre, pour lancer une déclinaison de cette dernière en Guadeloupe. Cette nouvelle fut confirmée le 25 mars 2014, alors qu'ATV Guadeloupe débarqua officiellement sur Canalsat Caraïbes. Ce n'est toutefois qu'à la mi-avril de cette même année que la chaîne commença à émettre ses programmes,,,.
Néanmoins, le projet dit Karukera Télévision (ou KTV) financé par le Conseil régional de la Guadeloupe et renommée par la suite Alizés Télévision, est sélectionné par le CSA le 23 avril 2014 et remplace alors la chaîne GTV sur la télévision  numérique.
Le 21 décembre 2017 les trois chaînes du groupe et leurs structures sont de nouveau placées en redressement judiciaire par le tribunal de commerce de Fort-de-France.
En mai 2018, Médias du Sud, propriétaire de Vià, premier réseau national de chaînes locales privées et indépendantes en France, rachète au groupe Médias H Antilles Guyane ATV Guadeloupe ainsi que les deux chaînes sœurs ATV Martinique, ATV Guyane en situation de faillite depuis le début de l'année.
Les trois chaînes ATV rejoignent ainsi le Réseau Vià, lancé officiellement le 4 juillet 2018 et qui compte au total 22 chaînes locales (19 en Métropole et 3 en Outre-Mer). Dans le cas d'ATV Guadeloupe, la chaîne a été renommée « ViàGuadeloupe » et la reprise des programmes avait été annoncée au départ pour le début 2019, tout comme ATV Guyane.
Fin mars 2019, une nouvelle audience concernant le cas ATV a eu lieu au tribunal mixte de commerce de Fort-de-France (Martinique) et à l'issue de cette dernière, le groupe Médias du Sud, propriétaire du réseau Vià (dont fait partie la chaîne martiniquaise ViàATV) a fait savoir que les stations locales de Guadeloupe et de Guyane ont déposé le bilan afin d'alléger les frais de fonctionnement tout en supprimant le loyer, l'assurance et la structure de diffusion. Ceci a donc conduit à la liquidation des deux stations satellites de ViàATV dans les deux autres DFA, en vue d'une réimplantation future dans ceux-ci. Pour le moment, Médias du Sud se focalise uniquement sur la consolidation de la station régionale de Martinique 

## Identité visuelle

Logo de ATV Guadeloupe du 25 mars 2014 à 2018.
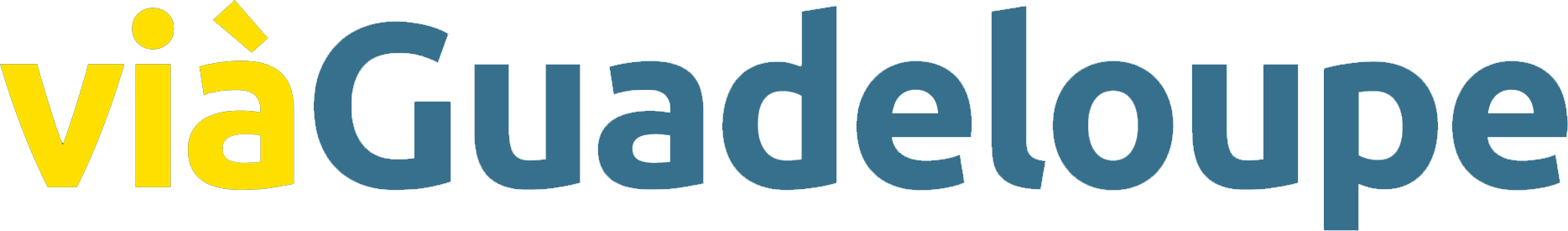
Logo du projet ViàGuadeloupe en 2018.

## Programmation
viàGuadeloupe diffuse des programmes locaux de proximité, parfois diffusés simultanément sur la radio généraliste locale RCI, mais aussi des télénovelas, ainsi que des programmes issus des chaînes nationales privées que sont TF1, M6 et BFM TV proposés à des horaires adaptés aux téléspectateurs guadeloupéens. Un accord de mutualisation a été signé avec les chaînes privées ATV Martinique  et ATV Guyane pour l'achat de programmes en syndication.

### Émissions locales
- Le JT d'ATV Guadeloupe : journal régional du lundi au vendredi à 19h ;
- Questions Directes : magazine politique présenté par Eddy Planté du lundi au vendredi  ;
- Ka'y Pasé : magazine de société quotidien présenté par Maïté Elso ;
- Réponses : magazine politique hebdomadaire présenté par Jacques Canneval et Karen Brun ;

## Diffusion
ViàGuadeloupe diffusait ses programmes sur le canal 26 de Canalsat Caraïbes, autrefois occupé par GTV, mais aussi sur le canal 2 de SFR Caraïbe (depuis janvier 2018, auparavant sur le canal 10) et sur le canal 10 de La TV d'Orange Caraïbe. En revanche, la chaîne n'était pas disponible sur la TNT guadeloupéenne.

## Siège
Les studios de ViàGuadeloupe sont situés dans la zone industrielle et commerciale de Jarry, à Baie-Mahault.